# Überziehungszins
Überziehungszins (auch Dispozins oder Überziehungsprovision) ist im Bankwesen ein Bestandteil der Kreditbedingungen, der bei der Überziehung von Kreditlinien, bei der Überziehung von Girokonten ohne Kreditlinie oder der Überschreitung der Kreditlaufzeit berechnet wird.

## Rechtsgrundlagen
Sind keine Kreditlinien oder Kreditlimite vorhanden, dürfen Girokonten ohne Absprache mit der Bank nicht überzogen werden. Kreditlinien bilden die mit dem Kreditnehmer im Kreditvertrag vereinbarte Höchstgrenze für die Kreditinanspruchnahme. Kreditinstitute sind deshalb vertraglich nicht verpflichtet, Überziehungen der Girokonten oder Überziehungen dieser Kreditlinien zuzulassen. Wird eine Überziehung dennoch geduldet, sind die Kreditinstitute berechtigt, einen höheren Zins als den für Inanspruchnahmen innerhalb des Limits zu berechnen, den so genannten Überziehungszins. Diese Preisdifferenzierung ist dem Grunde nach sachlich gerechtfertigt, weil Überziehungen vertraglich vereinbarter Kreditlinien regelmäßig einen höheren Arbeitsaufwand verursachen und eine andere Risikobewertung einschließlich erforderlicher zusätzlicher, vorher nicht geplanter Refinanzierung erfordern. Die Höhe der Überziehungszinsen richtet sich nach § 315 Abs. 3 BGB, wobei das Kreditinstitut die Beweislast für die Billigkeit der berechneten Zinsen trägt.
Nach Ablauf des Kreditvertrages besteht kein Anspruch mehr auf Überziehungszinsen, sondern Schadensersatz oder Verzugszins. Keine Überziehungszinsen dürfen zudem berechnet werden auf so genannte verdeckte Kontoüberziehungen. Wenn sich Kunden auf eine Kontostandsauskunft am Geldautomaten verlassen oder durch Kontoauszüge mit nicht „wertgestellten“ Umsätzen veranlasst werden, durch ungewollte Kontoüberziehungen Kreditleistungen der Banken in Anspruch zu nehmen, die sie bei zutreffender Kontostandsangabe nicht in Anspruch genommen hätten, entsteht kein Anspruch auf Überziehungszinsen. Die Banken haben auf diese Rechtsprechung durch Verzicht auf die Angabe des Buchsaldos oder durch Verzicht auf Berechnung von Überziehungszinsen reagiert.
Ob eine Leistung Zins ist oder nicht, hängt nicht von ihrer Bezeichnung ab („Gebühr, Provision, Spesen“), sondern richtet sich nach ihrem wahren wirtschaftlichen Zweck. Überziehungszinsen gehören zu den Zinsen, weil sie laufzeit- und betragsbezogene Berechnungselemente enthalten.

## Bemessungsgrundlage
Bemessungsgrundlage ist der überzogene Kreditbetrag und der Zeitraum der Überziehung. Als Kreditarten für Überziehungszinsen kommen Kontokorrentkredit, Dispositionskredit, Lombardkredit, revolvierender Kredit oder Stand-by-Kredit in Frage, weil bei diesen die Inanspruchnahme schwanken und deshalb die Kreditlinie auch überschreiten kann (etwa durch Zinskapitalisierung der Kreditzinsen).

## Berechnung
Überziehungszinsen werden kumulativ zu den Sollzinsen berechnet. Sie stellen keinen zusätzlichen Sollzins dar, sondern sind ein eigenständiger Zins im Rahmen der erlaubten Preisdifferenzierung für den zusätzlichen Arbeitsaufwand, die unter Umständen andere Risikobewertung und die erforderliche Refinanzierung. Ihre Berechnung beginnt mit dem ersten Tag der Überziehung des Girokontos oder des Kreditlimits und endet nach Rückführung der Überziehung.